# Mean Opinion Score
MOS (ang. Mean Opinion Score) – subiektywny współczynnik jakości dźwięku lub wizji po kompresji, dekompresji lub transmisji. Jest używany w telefonii, zwłaszcza w telefonii VoIP.
MOS podawany jest w skali od 1 do 5:
1. zła
2. słaba
3. średnia
4. dobra
5. znakomita

Ogólne metody określania MOS zostały unormowane przez Międzynarodowy Związek Telekomunikacyjny (ITU) w zaleceniu ITU-T P.800.
Poszczególnym kodekom stosowanym w telefonii przypisuje się następujące współczynniki MOS:
| Kodek        | Szybkość transmisji [kbit/s] | Średnia opinia (MOS) |
| ------------ | ---------------------------- | -------------------- |
| G.711 (ISDN) | 64                           | 4,3                  |
| iLBC         | 15,2                         | 4,14                 |
| AMR          | 12,2                         | 4,14                 |
| G.729        | 8                            | 3,92                 |
| G.723.1 r63  | 6,3                          | 3,9                  |
| GSM EFR      | 12,2                         | 3,8                  |
| G.726 ADPCM  | 32                           | 3,8                  |
| G.729a       | 8                            | 3,7                  |
| G.723.1 r53  | 5,3                          | 3,65                 |
| GSM FR       | 12,2                         | 3,5                  |

Zalecane metody określania MOS:
- ACR – (ang.) Absolute Category Rating
- CCR – (ang.) Comparison Category Rating
- DCR – (ang.) Degradation Category Rating